# Henri Watthé
Henri Watthé, né le 6 août 1878 à Houtkerque (France) et décédé à Vichy (France) le 18 novembre 1935 à l'âge de 57 ans, est le fondateur de la Maison du Missionnaire à Vichy (France) dont il fut directeur de 1922 à 1925.

## Biographie

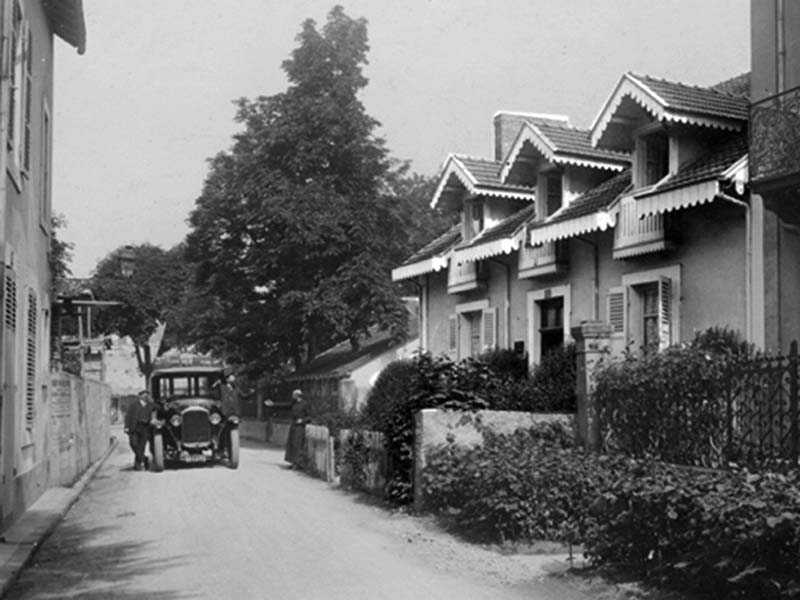
"la villa du bon Samaritain", en 1922

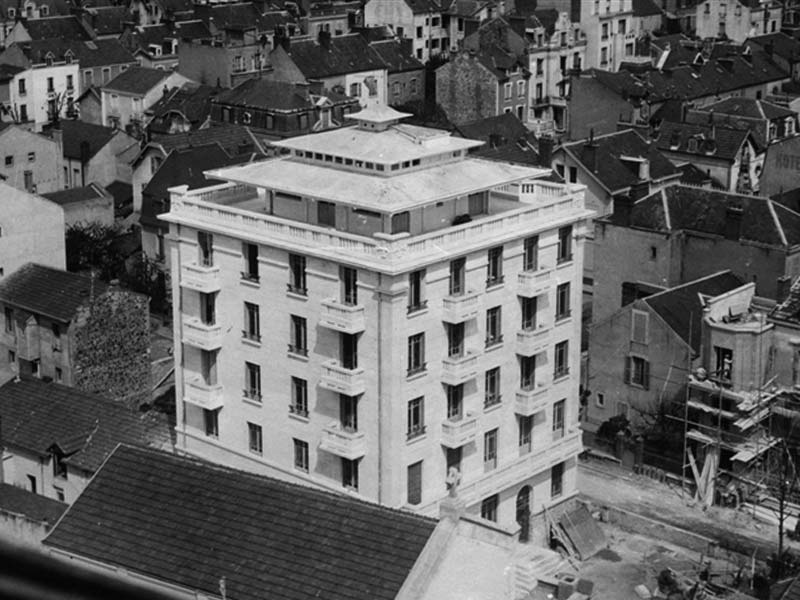
"Béthanie", en 1931

De 1903 à 1914, il fut missionnaire lazariste en Chine et encadre des coolies près du front. Revenu gravement malade en France, de maladies contractées en Chine, il vit sa santé s'améliorer grâce aux bienfaits des eaux de Vichy.
En 1923, il fonda l'Association de la Maison du Missionnaire, lieu d'accueil pour les religieux catholiques avec hébergement et soins médicaux gratuits. Le premier cercle Missionnaire était situé au 14 avenue Thermale, et la première Maison du Missionnaire, la "villa du bon Samaritain", rue Mounin. 
En 1928, l'association de la Maison du Missionnaire obtint la reconnaissance d'utilité publique.
En 1931, une deuxième Maison du Missionnaire, "Béthanie", plus vaste, fut construite avec une architecture typique années 1920 et un toit en forme de pagode.
Il fut inhumé à Vichy, dans le caveau des Missionnaires le 12 mai 1936.
De nos jours, cette association poursuit sa vocation d'accueil pour les missionnaires, les prêtres et religieux, les séminaristes, les étudiants étrangers. 

## Écrits
- La Chine qui s'éveille (1925).
- Belle vie du missionnaire en Chine Tome I et II (1934).
- Fleurs et épines (1926).